# Za spitjkami
Za spitjkami (russisk: За спичками) er en spillefilm fra 1980 af Leonid Gajdaj og Risto Orko.

## Medvirkende
- Jevgenij Leonov som Antti Ihalainen
- Vjatjeslav Nevinnyj som Jussi Vatanen
- Georgij Vitsin som Tahvo Kennonen
- Rita Polster som Anna-Lisa Ihalainen
- Ritva Valkama som Miina